# Sanok SN1

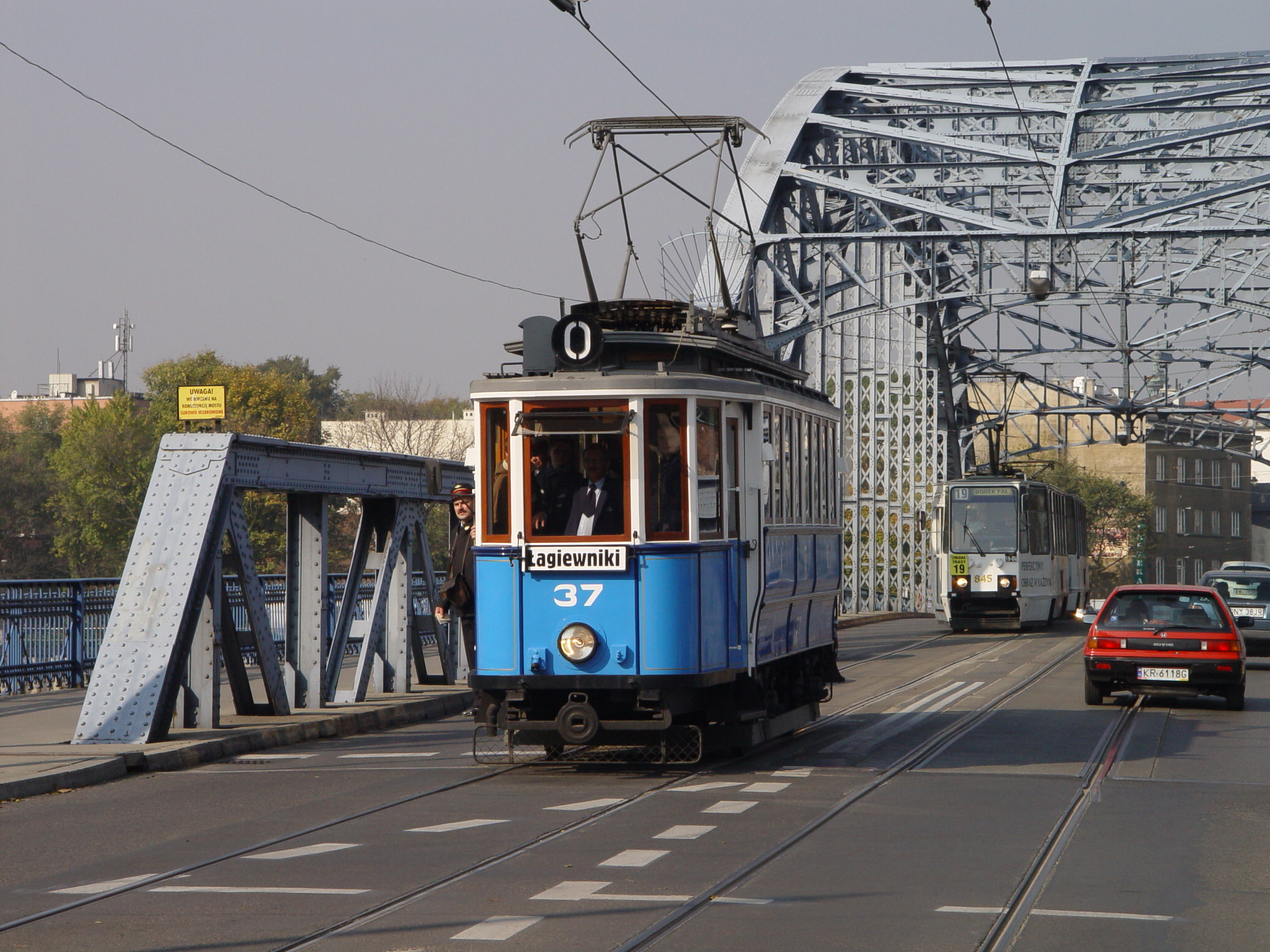
Сучасна реконструкція (1995) трамваю SANOK SN1 у Кракові

Електричний трамвай SANOK SN1 виготовлявся на фабриці у Сяноку та фабриці у Ґраці впродовж 1912—1936 років та використовувався для перевезення пасажирів зокрема у Кракові, Львові.

## Конструкція
Одновагонний трамвай SANOK SN1 човникового типу з двох сторін мав закриті кабіни управління з пониженою підлогою та вхідними дверима, відокремлені розсувними дверима від пасажирської кабіни. Водій управляв трамваєм стоячи. До 1920-х років пасажирська кабіна ділилась розсувними дверима на два відділення, де у 1-му класі дві поздовжні лави мали шкіряне покриття (10 місць), а у 2-му класі дерев'янау лиштву.
Трамваї мали дерев'яний каркас корпусу з дубу та буку, встановлений на підресорених двох візках з двома колісними парами. Ліроподібний струмоприймач використовували для знімання струму з контактного проводу. Трамвай мав електричне і механічне гальма. Максимальна швидкість становила 40 км/год при масі 13 000 кг. При довжині 10650 мм, ширині 2200 мм, висоті 3220 мм вагони призначались для колії 1435 мм та мали місць 24 сидячих і 32 стоячих. Мали два електромотори потужністю по 33 кВт.

## Модифікації
У Сяноку виробляли дві модифікації вагонів і одну у Граці, що відрізнялись конструктивними елементами — кількістю вікон, що опускались, довжиною ліній верхніх віконець — світликів, висотою вікон.
Також на їхній основі виготовляли безмоторні причіпні вагони PN1. До Львова вагони SN1 поставляли впродовж 1912-13 рр. та у 1920-х роках. Моторні вагони носили № 163-184, причіпні 221—240. У Львові вагони були перероблені у 1950-х роках та використовувались до межі 1960-х — 1970-х років, а у Кракові до 1969 року.